# Camille Delamour
 (mai 2021).
Camille Delamour, dit le Pée Paimpruniau, né le 5 décembre 1896 à Briare (France) et mort le 29 octobre 1965 à Gien, est un poète français qui écrivait en berrichon.
Forain de profession, Camille Delamour a écrit entre 1946 et 1965 plus de trois cent cinquante poèmes en patois berrichon du Haut-Berry. Chroniques locales humoristiques, hymnes à la nature ou évocations nostalgiques, ses poèmes sont le reflet d'un pays, d'une époque et d'une culture paysanne dont il ne reste que peu de témoignages écrits. Les poèmes de Delamour ont paru chaque semaine pendant dix-huit ans dans le journal hebdomadaire local, Le Journal de Gien. Ils ont été rassemblés dans cinq ouvrages dont Ben accoté su'mon barriau et Les goguenettes du Pée Paimpruniau.
Camille Delamour est également l'auteur de pièces de théâtre et de chansons. Ami de Jacques Martel et de Jean-Louis Boncœur, deux autres poètes berrichons, il partage avec eux un style vif et l'usage du patois.
Ses écrits mais aussi sa vie de « berlingotier » forain allant de village en village avec sa roulotte, en font un personnage majeur du Pays-Fort, le pays le plus septentrional du Berry, dont il fut le chroniqueur.

## Biographie
Ulysse Camille Delamour est né à Briare (Loiret) le 5 décembre 1896. Dès l'âge de deux ans, il accompagne ses parents forains sur les lieux de fêtes des villages du Giennois. La famille, qui réside dans une roulotte, exploite une baraque de tir et de confiserie. Camille Delamour fréquente l'école des villages où les forains s'arrêtent entre deux fêtes. Sa mère, qui sait lire et écrire, complète son éducation. À l'âge de 18 ans, il a déjà écrit plusieurs romans d'aventure et des dizaines de courtes pièces de théâtre.
En 1930, il épouse Madeleine Aupert, une journalière de Beaulieu-sur-Loire. Ensemble, ils repartent sur les routes avec la baraque foraine des parents de Camille Delamour. Camille fabrique les berlingots dans de grands récipients de cuivre la veille des fêtes. Madeleine les vend dans la  partie confiserie de la baraque. La deuxième partie de la baraque est réservée au tir à la carabine et est animée par Camille qui plaisante avec les joueurs, joue  de l'accordéon ou apostrophe les passants avec humour. Leur fils Pierre naît en 1931.
En juin 1936, alors que la roulotte d'habitation et la baraque foraine, traînées par un tracteur, rejoignent le lieu d'une fête, un cahot provoque un terrible accident. Madeleine et son fils Pierre, assis sur les marches de la première roulotte, tombent sur la route et sont écrasés par la seconde voiture. L'enfant décède sur le coup, Madeleine doit être amputée d'une jambe. Cet accident marque à tout jamais Camille Delamour qui l'évoque à plusieurs reprises dans ses poèmes.
Camille Delamour écrit son premier poème Çarnoué-les-Bérouettes en 1946. La même année, Le Journal de Gien commence à publier les "goguenettes" du Pée Paimpruniau, pseudonyme de Camille Delamour. L'hebdomadaire les publiera régulièrement jusqu'à la mort du poète en 1965.

En 1950, Jean Gagnepain, agrégé de l'université, Docteur ès-lettres, découvre les poèmes de Delamour. Enthousiasmé, le linguiste écrit un long article dans Le Journal de Gien du 12 octobre 1950 sur la langue et le style de Camille Delamour. Il écrit en conclusion de sa préface aux Goguenettes du Pée Paimpruniau : 
« Sans vouloir, comme d'autres, pousser les choses à l'extrême, je crois urgent d'encourager ceux qui s'cramponnant aux ridelles, essaient de maintenir un patois auquel Camille Delamour a donné désormais ses lettres de noblesse. »
Tout en continuant à fabriquer des berlingots et à animer la baraque de tir, Camille Delamour déploie une activité littéraire débordante. Il écrit des chansons pour des chansonniers dont Maryse Martin, la "Morvandiote", une chanteuse et actrice qui eut son heure de gloire dans les années 1950 et 1960.
Devenu aveugle à la fin de sa vie, Camille Delamour meurt le 29 octobre 1965 à Gien, quelques jours après avoir écrit son dernier poème L'tour du monde du Pée Paimpruniau. Sa femme Madeleine meurt moins de deux mois après lui.
Un demi-siècle après sa mort, le souvenir de Camille Delamour est toujours vivant dans sa région. Ses poèmes ressurgissent régulièrement lors d'une promenade commentée d'un village du Pays-Fort ou sur les sites Internet personnels. Une plaque a été apposée sur sa maison de naissance par la municipalité de Briare.

## Publications
- En causant d'cheux nous, Les éditions de chez nous, Châtillon-sur-Loire, 1947
- L’Châtllonnais, promenade en Berry-sur-Loire commentée en parler de chez nous, Les éditions de chez nous, Châtillon-sur-Loire
- Les Goguenettes du Pée Paimpruniau, poèmes en patois berrichon, Les éditions de chez nous, Châtillon-sur-Loire, 1958
- Ben accoté su'mon barriau, éditions du Journal de Gien, 1963
- Dans l’cabas à Paimpruniau. Rimouées en parler du Haut-Berry châtillonnais, éditions du Journal de Gien, 1965
- Camille Delamour. Poèmes et goguenettes, textes rassemblés par Virgine Brancotte, Corsaire Éditions, Orléans, 2012